# Салоникский метрополитен
Салони́кский метрополите́н (греч. Μετρό Θεσσαλονίκης) — система линий метрополитена в городе Салоники. Вторая по хронологии открытия система метрополитена в Греции после Афинского метрополитена. На всех станциях установленны платформеные раздвижные двери

## История

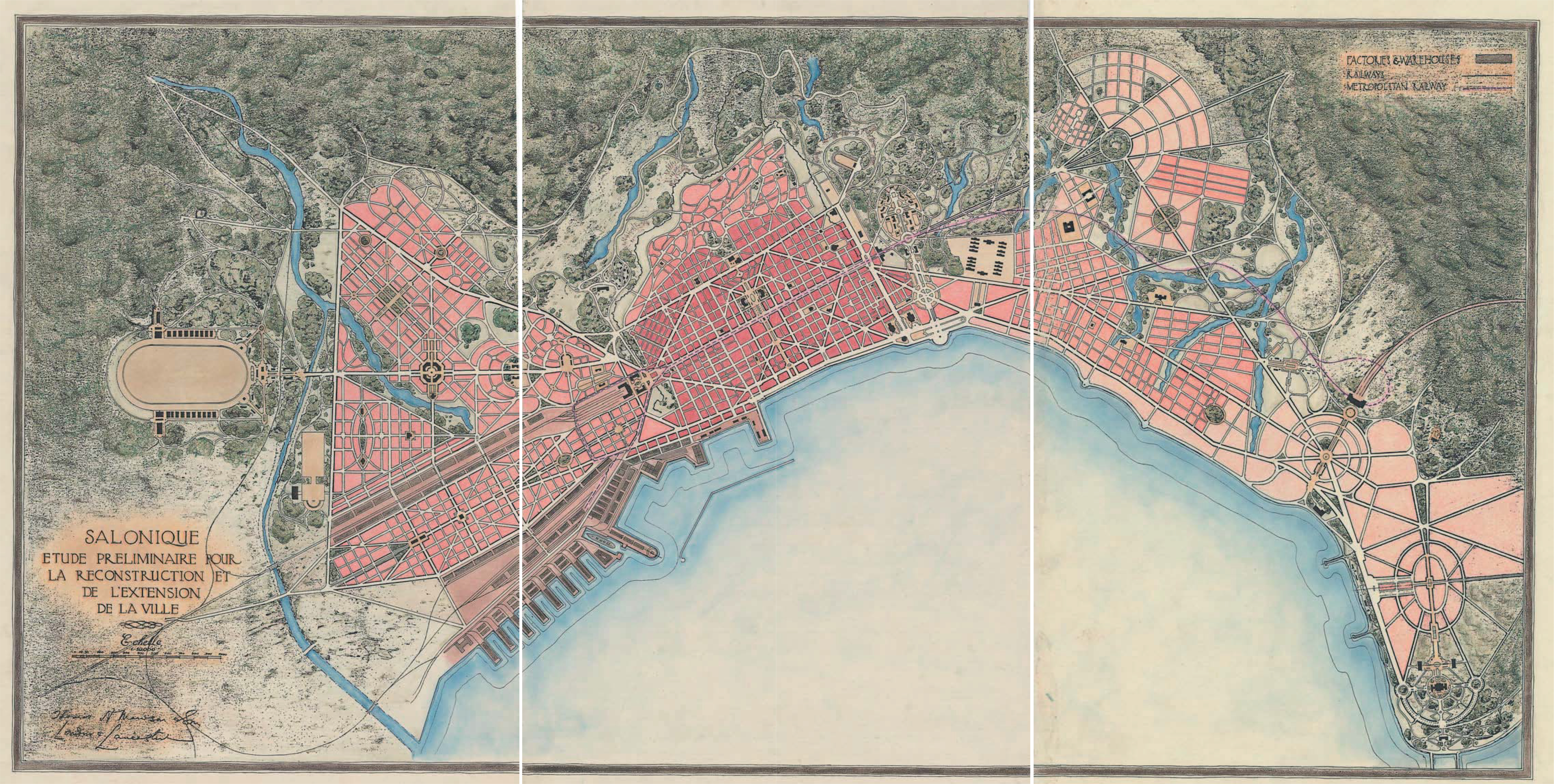
Проект Салоникского метрополитена 1918 года.

Согласно генеральному плану восстановления после пожара в Салониках в 1917 году предусматривалось строительство метрополитена. Архитекторы Эрнест Эбрар и Томас Хейтон Моусон предлагали создать метро и соединить район Вардар в центре города с пригородами, где планировалось разместить депо. Фиолетовая линия на карте приблизительно соответствует современной первой линии. Однако генеральный план не был полностью реализован и метро тогда не построили.
В 1968 году предлагалось строительство кольцевой линии метро.

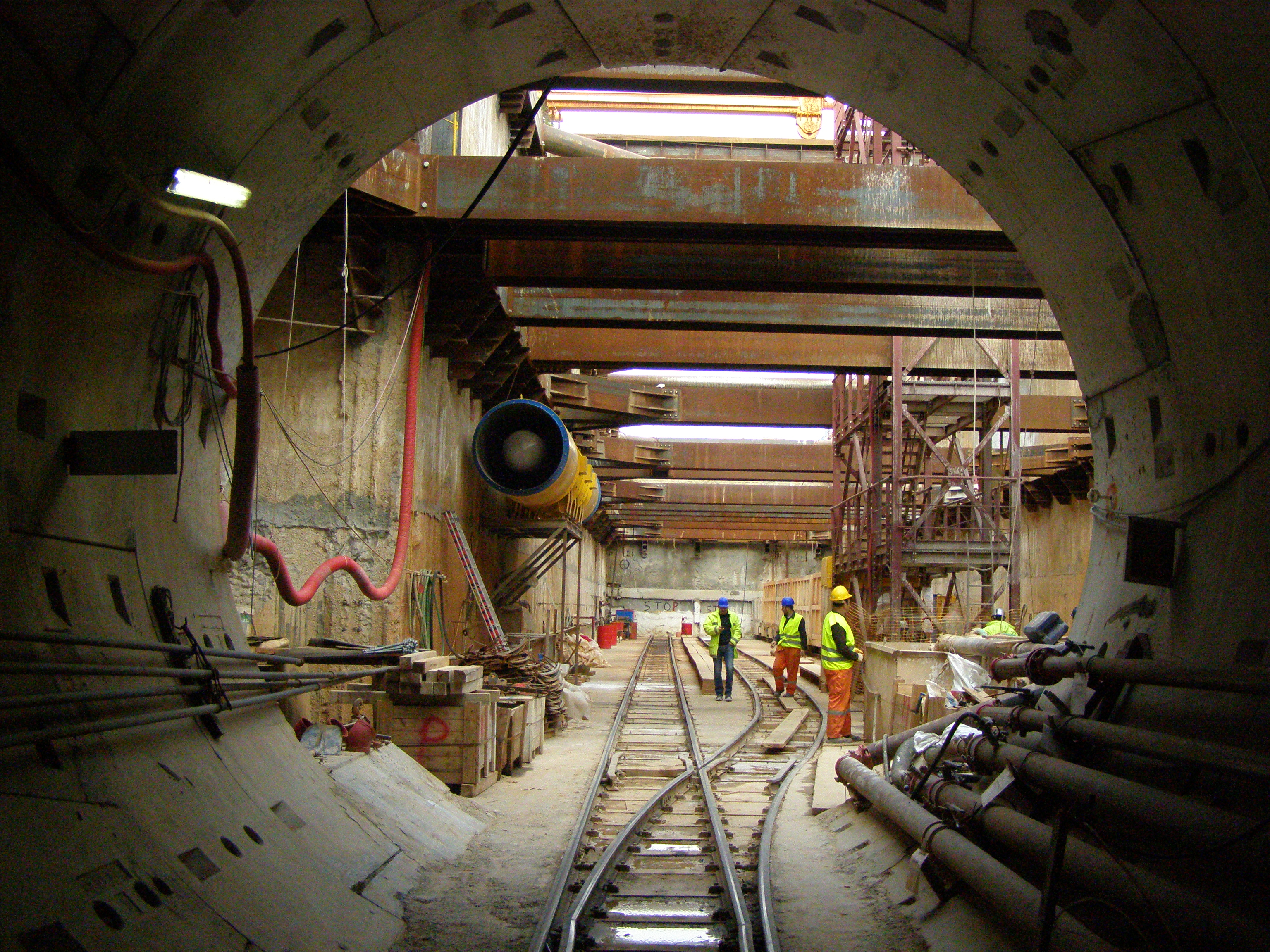
Строящаяся станция, март 2010 года.

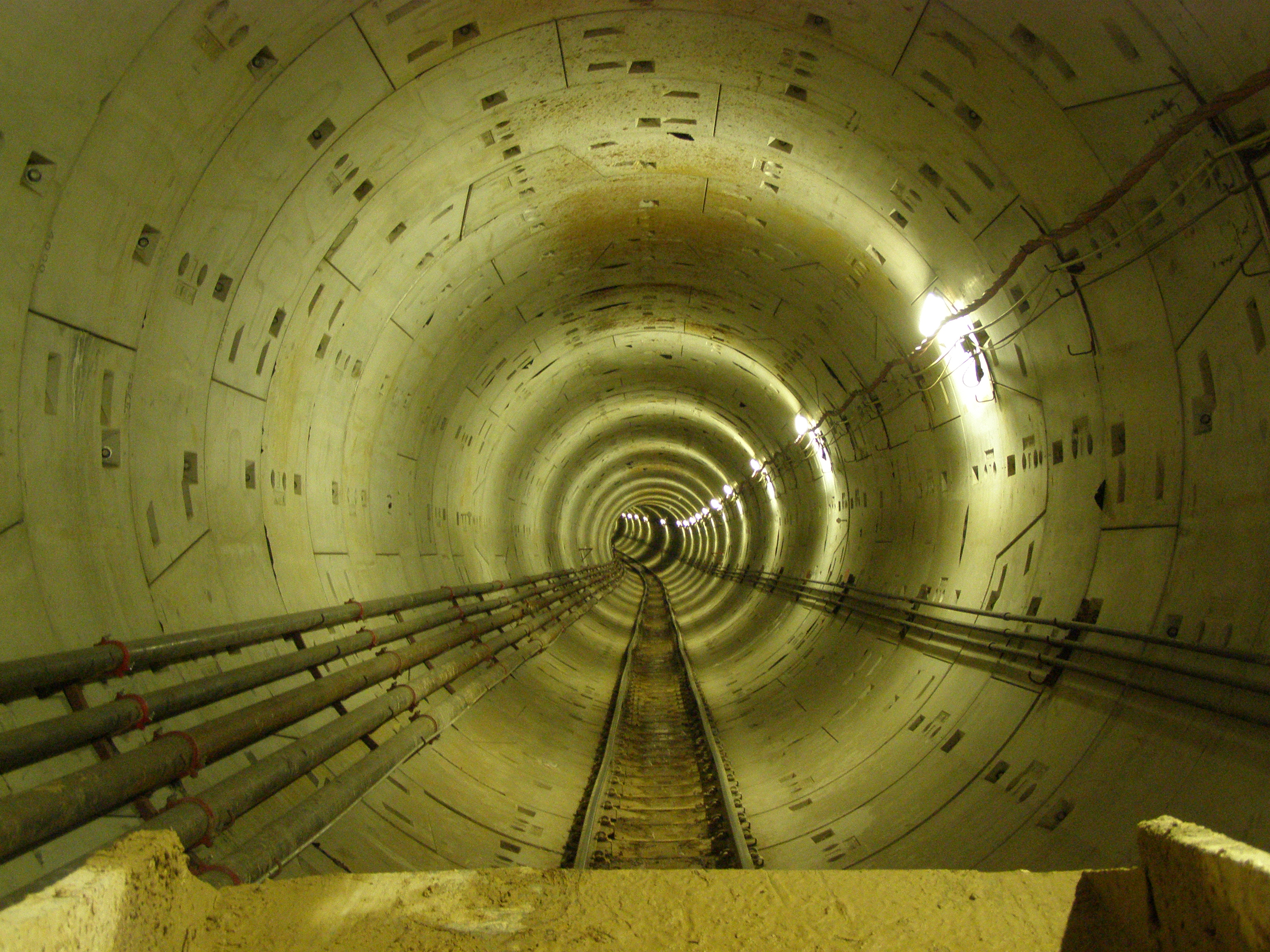
Прокладка тоннеля в 2010 году.

Инициатива по началу строительства метро в Салониках принадлежала тогдашнему номарху (губернатору округа) Салоник Константиносу Пилариносу, который внёс в бюджет 1976 года статью, которая называлась «метро Салоник». И строительство метро велось с 1986 по 1989 год, во времена димарха (мэра) Сотириса Куваласа. Проект предполагал строительство подземного тоннеля под одной из главных улиц Салоник — Эгнатия, между улицей Кафтандзоглу и площадью Республики (Вардари). Во время строительства было ограничено движение по улице Эгнатия, так как строительство туннеля велось открытым способом с монтажом металлических конструкций и балок. Строительство привело к скоплению воды у основания Аристотелевского университета в Салониках, где по сей день работают насосы для откачки воды. Затем на долгие годы строительство было остановлено.
Вновь строительство началось в июне 2006 года. Проект включал строительство тоннеля длиной 9,6 км с 13 станциями. Бюджет проекта — 3,5 млрд евро. По обновлённым данным, строительство должно быть закончено в 2023 году. Причиной задержки стали археологические раскопки, нарушившие работу строителей. 
Проект предполагает создание двух независимых тоннелей метро, которые будут идти параллельно друг другу на основном своем протяжении, и разойдутся в восточной окраине города. Это роднит Салоникский метрополитен с Копенгагенским. Предполагаемый подвижной состав насчитывает 18 автоматических поездов (без машинистов, но с проводниками).

#### Станции первой очереди
- Νέος σιδηροδρομικός σταθμός (Новый вокзал)
- Δημοκρατίας (Димократиас)
- Βενιζέλου (Венизелу)
- Αγία Σοφία (Айа Софиа)
- Σιντριβάνι (Синдривани)
- Πανεπιστήμιο (Университет)
- Παπάφη (Папафи)
- Ευκλείδη (Эфклиди)
- Φλέμιγκ (Флеминг)
- Αναλήψεως (Аналипсеос)
- 25ης Μαρτίου (25 марта)
- Βούλγαρη (Вулгари)
- Νέα Ελβετία (Неа Элветиа)

## Продление
В дальнейшем предполагается продление метро на юг — до Каламарьи, и на северо-запад — до Ставруполи. Общая длина участков 10,8 км с 10 станциями.
Также возможно продление в Элефтерио-Корделио (запад) на 4 км и 4 станции в т.ч. аэропорт Македония (юго-запад) на 7 км и 3 станции.
Запланированные станции второй очереди
до Каламарьи:
- Νομαρχία (Номархиа)
- Καλαμαριά (Каламарья)
- Αρετσού (Арецу)
- Νέα Κρήνη (Неа Крини)
- Μίκρα (Микра)

до Ставруполи:
- Νεάπολη (Неаполи)
- Παύλου Μελά (Павлу Мела)
- Σταυρούπολη (Ставруполи)
- Πολίχνη (Полихни)
- Νικόπολη (Никополи)

## Трудности в постройке
Были сделаны замеры колебания почвы в районе Аристотелевского университета в Салониках, которые показали возможное повреждение наземных конструкций. Многие специалисты[кто?] высказываются категорически против строительства метро. В начале 2013 года на месте будущей станции, на берегу залива Термаикос был обнаружен античный торговый центр. Мэр города и учёные предлагают совместить станцию с доступом к раскопанным памятникам, чтобы сделать город ещё более привлекательным для туристов.
По состоянию на март 2013 года, в ходе начавшегося в 2006 году строительства метро из земли были извлечены в общей сложности 23 тыс. античных и средневековых артефактов, среди которых статуя Афродиты. Также археологи обнаружили город периода до прихода к власти македонского царя Кассандра (316 год до н. э.).
Во время строительства метро в Салониках, раскопки двух древних кладбищ выявили тысячи скелетов. Они были переданы в Лабораторию естественной антропологии в Комотини для углублённого изучения.